# Atractus trefauti
Espèce
Atractus trefauti est une espèce de serpents de la famille des Dipsadidae.

## Description
Le mâle holotype mesure 235 mm, il est noir avec des anneaux rouges.  

## Répartition
Cette espèce se rencontre en Guyane et dans le nord du Brésil.

## Étymologie
L'épithète spécifique de cette espèce, trefauti, est dédié à l'herpétologiste Miguel Trefaut Urbano Rodrigues de l'université de São Paulo.

## Publication originale
- Paulo Roberto Melo-Sampaio, Paulo Passos, Antoine Fouquet et Ana Lucia Da Costa Prudente, « Systematic review of Atractus schach (Serpentes: Dipsadidae) species complex from the Guiana Shield with description of three new species », Systematics and Biodiversity, vol. 17, no 3,‎ 3 avril 2019, p. 207–229 (ISSN 1477-2000, DOI 10.1080/14772000.2019.1611674, lire en ligne)